# Dendostrea folium
Dendostrea folium is een tweekleppigensoort uit de familie Ostreidae.De wetenschappelijke naam werd gepubliceerd in 1758 door Carl Linnaeus in de tiende editie van Systema naturae.